# La linea d'ombra
La linea d'ombra. Una confessione (The Shadow Line: A Confession) è un romanzo breve di Joseph Conrad, uno dei suoi ultimi lavori. Scritto tra il febbraio e il dicembre 1915, nel 1916 uscì a puntate sulla rivista Metropolitan Magazine di New York (settembre-ottobre) e sulla English Review (settembre 1916-marzo 1917); fu pubblicato in libro nel 1917 (in marzo nel Regno Unito, ad aprile in America) per l'editore Joseph Malaby Dent.
La novella descrive lo sviluppo di un giovane uomo che assume il grado di capitano in Oriente, con la "linea d'ombra" del titolo che rappresenta il limite di questa maturazione.

## Tema
L'espressione linea d'ombra è «quella che ci avverte di dover lasciare alle spalle le ragioni della prima gioventù». Alle prime avvisaglie di giovinezza finita il protagonista decide di lasciare il mare e i tropici, ma nell'alloggio dove attende il rimpatrio gli si presenta la grande occasione: assumere il posto da capitano, su una nave orientale, un veliero stregato dal ricordo del precedente capitano, morto pazzo. Il viaggio procede su un mare disperatamente immobile, con un equipaggio estenuato dalle febbri, marinai ridotti all'impotenza, attendendo un soffio di vento che possa spezzare l'incantesimo che grava.
Il racconto è considerato esemplare per la duplice struttura narrativa che lo caratterizza. Il titolo completo del romanzo nella versione inglese è La linea d'ombra: una confessione (The Shadow Line: A Confession) che esplicita l'intento introspettivo dell'opera. L'ironia dell'autore propone lungo tutto il romanzo il conflitto fra il "giovane" protagonista (mai nominato) e il "vecchio", intessendo nella trama dell'opera temi come la natura della saggezza, l'esperienza e la maturità. Conrad usa spesso l'ironia come strumento per sottolineare le caratteristiche del protagonista, contrapponendolo ad altri personaggi come il capitano Giles e il tuttofare Ransome.
Il romanzo è spesso citato come una metafora della prima guerra mondiale, a causa di tematiche come l'importanza del cameratismo e ai riferimenti temporali. Questa ipotesi è anche supportata dal fatto che il figlio di Conrad, Boris, abbia preso parte al conflitto, rimanendo ferito. Altri punti di vista sottolineano invece il forte riferimento al soprannaturale, in particolare rifacendosi al tema del "fantasma" del precedente capitano che avrebbe maledetto la nave o alla pazzia del 1º ufficiale Burns. Lo stesso Conrad ha però respinto queste interpretazioni nella "nota dell'autore", sostenendo che "ci sono misteri e meraviglie a sufficienza nel mondo reale per andare a scomodare le follie del soprannaturale".
Per Conrad, la linea d'ombra è il momento non definito, personalissimo e al contempo universale, della presa d'atto della propria indipendenza e, insieme, del proprio essere soli di fronte al mondo. Chiavi di questo improvviso passaggio sono il superamento del senso di colpa e del sentimento (apparentemente opposto) di indegnità per il proprio essere: superamento che avviene assieme all'accettazione della responsabilità di essere se stessi come esseri umani.

## Trama
La storia viene narrata in prima persona dal protagonista. Il primo ufficiale in servizio su una nave a vapore nei mari d'oriente, improvvisamente, senza alcun motivo riconoscibile, si licenzia in cerca di qualcosa di più dalla vita, fino a quel momento vuota e priva di obiettivi.
Sceso a terra, alloggia nella casa dell'ufficiale e del marinaio di Singapore. In preda della sprezzo nei confronti del mondo e degli altri uomini (che considera universalmente stupidi e poco interessanti), grazie all'aiuto del capitano Giles ha l'opportunità di diventare il comandante di un veliero fermo a Bangkok il cui capitano precedente è morto. Il protagonista parte immediatamente con il vapore Melita per Bangkok, essendo certo di essere l'uomo giusto per l'incarico e felice di avere saltato tutta la gavetta necessaria per un incarico del genere.
Imbarcato sulla nave, comincia subito ad entrare in conflitto con il primo ufficiale Burns, che aspirava al ruolo del defunto comandante con il quale aveva avuto una dura discussione, poco prima della sua morte. Durante il litigio l'ex comandante aveva maledetto la nave. Pare quasi che la maledizione si avveri: la nave, appena salpata, incappa in una bonaccia che la tiene immobile in mezzo all'oceano. A bordo scoppia un'epidemia di febbri tropicali che debilita tutti tranne il protagonista e il cuoco Ransome, malato di cuore.
Debilitato dalla febbre, Burns ripete ossessivamente che il responsabile è il vecchio capitano con la sua maledizione. In questa difficile situazione il protagonista è assillato da dubbi su se stesso, sulla vita e sulle proprie capacità. Riesce a mantenere comunque la nave in funzione grazie all'aiuto dell'indispensabile Ransome.
Alla fine il vento arriva e la nave riesce a raggiungere Singapore. L'equipaggio malato viene trasportato all'ospedale, un nuovo equipaggio viene assunto e, immediatamente, il protagonista decide di ripartire, non prima di aver salutato Giles, ma anche privo delle sue illusioni di gioventù e avviato a diventare uomo, avendo ormai superato la sua linea d'ombra.

## Personaggi
- Il narratore in prima persona
- Kent, il comandante del vapore da cui il narratore sbarca
- Il capo cambusiere della casa dell'ufficiale e del marinaio di Singapore
- Un ufficiale di un panfilo di un raja, lo sconosciuto appisolato nella casa dell'ufficiale e del marinaio
- Il capitano Giles alloggiato nella casa dell'ufficiale e del marinaio di Singapore
- Il primo ufficiale Hamilton
- Il comandante Ellis della capitaneria di porto di Singapore
- Il commissario capo della capitaneria di porto
- Burns, il primo ufficiale del veliero
- Il secondo ufficiale del veliero, un giovane "pivellino"
- Un marinaio dell'equipaggio detto "Il francesino"
- Il capo macchinista, un dispeptico
- John Nieven, il secondo macchinista
- Gambril, un marinaio dell'equipaggio
- Ransome, il giovane cuoco del veliero
- Il dottore della delegazione e del consolato a Bangkok

## Curiosità
- Conrad aveva inizialmente intenzione di intitolare il romanzo Il primo comando.

- Il personaggio del capitano Kent è ispirato al capitano James Craig, capitano del piroscafo Vidar, sul quale Conrad ha navigato nel 1887 come primo ufficiale tra Singapore e le isole del Borneo. Il personaggio del capitano Giles è ispirato al capitano Patterson, che operava a Singapore per la Kim Seng Shipping Company. Il personaggio del capitano Ellis è ispirato al capitano Henry Ellis, comandante del porto di Singapore[3].

- Jovanotti scrisse la canzone La linea d'ombra ispirandosi al romanzo di Conrad, presente nell'album Lorenzo 1997 - L'albero.

## Traduzioni italiane
- trad. di Mario Benzi, Milano, Bietti, 1929.
- trad. di Maria Jesi, prefazione di Cesare Pavese, Collana Narratori stranieri, Torino, Einaudi, 1947; Collana Biblioteca Moderna n.635, Milano, Mondadori, 1960; Collana Centopagine n.7, Einaudi, 1971; Collana Biblioteca giovani n.37, Einaudi, 1976; Collana Gli struzzi n.346, Einaudi, 1988, ISBN 88-06-11425-5; centopagine, Roma, l'Unità, 1992.
- trad. di Francesco Arcangeli e Gabriella Festi, Milano: Bompiani, 1963, con un saggio di Francesco Arcangeli; trad. riveduta e cura di Mario Curreli, Bompiani, 1994
- trad. di Ugo Mursia e Renato Prinzhofer, Milano, Mursia, 1969, con un "Prontuario dei termini marinareschi"; Milano, Garzanti, 1978; Introduzione di Enzo Siciliano, Garzanti, 1982-1990; Presentazione di Mario Curreli, Collana GUM, Mursia, 1989.
- trad. di Luisa Saraval, Introduzione di Francesco Binni, Collana I grandi libri n.463, Milano, Garzanti, 1991, ISBN 978-88-115-8463-6.
- trad. di Dunja Badnjevic Orazi, in Romanzi della Malesia, Roma, Newton Compton, 1991; Introduzione di Bruno Traversetti (in volume autonomo), Collana Tascabili Economici, Newton Compton, 1997.
- trad. e note di Flavia Marenco, a cura di Franco Marenco, Prefazione dell'Autore, e il racconto Initiation, Collana Einaudi Tascabili - Serie bilingue n.157, Torino, Einaudi, 1993, ISBN 978-88-061-3055-8; Introduzione di Roberto Saviano, L'Espresso, 2011.
- trad. di Giuliano Acunzoli, Milano, La Spiga, 1995.
- trad. di Gianni Celati, Introduzione di Ian Watt, Oscar Classici n.440, Milano, Mondadori, 1999; La Biblioteca di Repubblica n.16, Roma, L'Espresso, 2002; con un testo di Italo Calvino, Collana Oscar Classici, Mondadori, 2005; Milano, SE, 2021, ISBN 978-88-672-3560-5.
- trad. di Chiara Villa, Novara, De Agostini, 2000.
- Collana I grandi classici, Santarcangelo di Romagna, Rusconi, 2004, ISBN 978-88-180-1627-7.
- trad. di Alessandro Ceni, Collana BUR, Milano, Rizzoli, 2008; San Paolo, 2010.
- trad. di Carlo Parati, Milano, Dalai, 2011.
- trad. di Simone Barillari, Collana UEF. I Classici, Milano, Feltrinelli, 2014.